# Dąbrówka-Marianka
Dąbrówka-Marianka [pronunciación en polaco: /dɔmˈbrufka maˈrjanka/] es un pueblo ubicado en el distrito administrativo de Gmina Zgierz, dentro del Distrito de Zgierz, Voivodato de Łódź, en Polonia central. Se encuentra aproximadamente a 5 kilómetros al noreste de Zgierz y a 12 kilómetros al norte de la capital regional Łódź.
El pueblo tiene una población de 40 habitantes.